# テキサス・スタジアム
テキサス・スタジアム（Texas Stadium）は、アメリカ合衆国のテキサス州アーヴィングにあったスタジアム。NFLダラス・カウボーイズの本拠地スタジアムとして長く使用された。
コットン・ボウルに代わるカウボーイズの新スタジアムとして1971年に開場。11月から12月にかけてはハイスクールフットボールの会場となり、1日に3試合行われることも珍しくない。さらにカレッジフットボールの試合でもたびたび使用されるなど、フットボールシーズンの間にはプロ・アマ問わず様々な試合が行われる。1972年から4年間はNASLダラス・トルネードの本拠地になったため、サッカーも行われた。
1973年にはプロボウルの開催、2001年にはビッグ12カンファレンスの決勝戦が行われた。
1995年、ペプシコとの間に10年4000万ドルのマーケティング契約を結んだ。
カウボーイズは2009年に同州アーリントンに完成予定の新スタジアムへ移転する計画が持ち上がった。2004年11月に住民投票が行われ、新スタジアム建設に公金を投入することが承認され、そのために1ドルにつき0.5セントの特別消費税が住民に課せられた。
2008年12月20日、テキサス・スタジアムでのカウボーイズ最後の試合がボルチモア・レイブンズとの間で行われプレーオフ争いをしていたチームは24-33で大事な一戦を落とした。試合後の式典には63,800人の観衆のおよそ半数、エミット・スミス、ロジャー・ストーバックらカウボーイズOBも多数参加した。カウボーイズはこのスタジアムで38年間に213勝100敗の成績を残した。
2010年4月11日のオープンより39年目に爆破解体された。

## スタジアムの特徴
テキサス・スタジアムで特徴的なのは屋根である。客席の上を屋根が覆っているが、フィールドの上には屋根がない。元々は完全なドームにする予定だったが、屋根の重みにスタジアムが耐えられないことが判明し、さらに重みに耐えられるよう支柱を造り直す前に資金が尽きてしまったためこのような形状になった。テキサスの人々は「テキサスでは神様もフットボールを見たいのさ」というジョークにしたという。
この半屋根形式のスタジアムは欧州サッカーのスタジアムなどに多いが、アメリカでは珍しいタイプである。開場から40年近くがたち塗装が剥がれてきた2006年夏に初めて塗り直された。
フィールドの人工芝は開場以来長い間「テキサス・ターフ」というタイプのものを使用していた。これは性能はアストロターフと変わらない。しかし2002年シーズンからは「リアルターフ」という柔らかいタイプのものに貼り替えられた。